# Siklóssy László
Siklóssy László (Budapest, 1881. január 21. – Budapest, 1951. június 19.) író, ügyvéd, művelődéstörténész, esztéta, újságíró és szerkesztő.

## Élete
Konzervatív, katolikus budai családban született. A budapesti piarista gimnáziumba járt, ahol 1898-ban érettségizett, majd elvégezte a Pesti Egyetem jogi karát. Megszerezte a doktori diplomát és az ügyvédi oklevelet.
1899-ben az Országgyűlés gyorsíródájában helyezkedett el. A jogi pálya nem igazán érdekelte, ezért inkább a numizmatika és a művészetek irányába fordult. Később régiségekkel kezdett el foglalkozni. 1910-ben írta meg legelső könyvét, amely a modern magyar éremművészetről szólt. 1912-ben indította el a később kilenc évfolyamot megélt A Gyűjtő című, három nyelven íródott művészeti folyóiratot, melynek szerkesztője is volt egyben.
Munkássága mellett gyűjtőszenvedélyének is hódolt. Képeket, könyveket, meséket, történeteket gyűjtött szorgalmasan.
Később gyűjteményeinek darabjaiból megalapította a Gyorsírás- és Sajtónyilvánosság-történeti Múzeumot, amely később beleolvadt az Országgyűlés Múzeumába.
1921-ben jelent meg első Budapest történetével foglalkozó munkája, A régi Budapest erkölcse címmel. Ezen kötetet ebben a könyvsorozatban további két kötet követte. Később megírta a magyar sport ezer évéről szóló szintén háromkötetes művét is.
Bár műveit szórakoztató, könnyed stílusban írta, ám azokban olykor igen sok pontatlansággal lehet találkozni, melyre igen jó példa a Svábhegyről írt műve. Ennek ellenére 1987-ben újra kiadták, mivel az egyik legjobb helytörténeti munkáról van szó, amely ezen témával foglalkozik.
Legfontosabb műve a Fővárosi Közmunkák Tanácsának története, amelyet annak dokumentumai alapján készített el. 
A Hogyan épült Budapest című műve az első Budapestről szóló történeti képeskönyv.

## Művei
- Egy kötet vers; Rózsa Ny., Bp., 1901
- Róma; s.n., Bp., 1910 (Eggenberger-féle útikönyvek)
- Kuny Domokos, egy budai keramikus a XVIII. században. Ipartörténeti tanulmány; Szent György-Czéh, Bp., 1917
- Aprógyűjtés. Mit gyűjtsünk kis pénzen?; Táltos, Bp., 1918
- Műkincseink vándorútja Bécsbe; Táltos, Bp., 1919
- A régi Budapest erkölcse, 1-3.; Táltos, Bp., 1922–1923 
  - 1. A magyar középkor erkölcse; 1922
  - 2. A prostitúció 1541–1848; 1922
  - 3. A polgári erkölcs; 1923
- Horváth Géza, 1924
- A krinolin, 1924
- Jókai – a könyv, 1925
- Barabás Miklós, 1925
- Erdélyi szőnyegek, 1925
- Érem és plakett, 1925
- Az Erdélyi exlibris, 1925
- Hosszú Márton festőművész, 1925
- Kétszáz év egy erdélyi céh múltjából, 1925
- Mátyás király és a nők, 1925
- Táncos püspökeink, 1925[5]
- Deák Ferenc és az erdélyi nők, 1926
- Az Erdélyi Simplicissimus, 1926
- Az audiencia. Budai történet 1795-ből egy felvonásban; Hungária Ny., Bp., 1926
- Erdélyi aviatikai riporter százötven év előtt, 1927
- Gyorskocsin Erdélyben. Kutatások, rajzok, emlékezések. Egykori illusztrációkkal és Haranghy Jenő rajzaival; Minerva, Cluj-Kolozsvár, 1927 (Pásztortűz könyvtár)
- A magyar sport ezer éve, 1-3.; Orsz. Testn. Tan., Bp., 1927–1929 (Országos Testnevelési Tanács könyvtára)[6]
  - 1. A magyar sport őskora a legrégibb időtől Széchenyi István grófig
  - 2. Széchenyi-Wesselényi és még egy nemzedék. 1820–1874
  - 3. A modern sportélet előkészítése. 1875–1896
- Svábhegy; Svábhegyi Egyesület, Bp., 1929 (hasonmásban: 1987)
- Hogyan épült Budapest? A Fővárosi Közmunkák Tanácsa története. 1870–1930; bev. Rakovszky Iván; Közmunkák Tanácsa, Bp., 1931 (hasonmásban: 1985)
- Képek a Hunnia ötvenéves múltjából 1882–1932; Hunnia csónakázó egyesület, Bp., 1932
- Árpádházi királylány atletikai versenye 1263-ban. Sporttörténelmi tanulmány a magyar irodalomtörténet és Niebelungkutatás szolgálatában; Stephaneum ny., Bp., 1933 (Országos Testnevelési Tanács könyvtára)
- A Pesti Hírlap Vasárnapjának, majd a Képes Vasárnapnak színes fedéllapjai. 1930–1939; összeáll. Siklóssy László; szerzői soksz., Bp., 1939
- Az országgyűlési beszéd útja; előszó Kornis Gyula; Egyetemi Ny., Bp., 1939
- Az első országgyűlési napló és jegyzőkönyv problémája; Gyorsírási Kormánybiztosság, Bp., 1940 (Az egységes magyar gyorsírás könyvtára)
- Szellemi kincsesház. Idézetek gyűjteménye; Franklin Társaság, Bp., 1943
- A régi Budapest erkölcse; sajtó alá rend. Székely András; Corvina, Bp., 1972
- Kincsek és játékok. Szellem és test művelése a magyar kultúrában; vál., előszó Sas Péter; Kriterion, Kolozsvár, 2012
- Repülőhíddal a Városligetbe; tan., jegyz., szövegvál. Hidvégi Violetta; Budapesti Városvédő Egyesület–Városháza–BFL, Bp., 2015 (Budapest könyvek)
- Az országgyűlési beszéd útja; tan. Hidvégi Violetta, névmutató Kucséber Ervin; Országház, Bp., 2018 (Az Országgyűlés emlékei)
- A Hundred Years of Herend Porcelain[7]